# Pixelering
Pixelering er når et billede mister farver og derfor laver store ensfarvede firkanter eller bliver utydeligt. Dette sker når billedet gemmes i et andet filformat med færre farver som for eksempel GIF. Det kan også ske hvis man zoomer for meget ind, som set på dette billede.